# Ronato Alcano
Ronato „Ronnie“ Alcano (* 27. Juli 1972 in Calamba City, Laguna) ist ein philippinischer Poolbillardspieler. Er wurde 2006 9-Ball-Weltmeister und 2007 8-Ball-Weltmeister.

## Karriere

### Einzel
Nachdem er 2002 fünf Turniere der Joss Tour gewonnen hatte und bei den US Open Siebter geworden war, schied er bei der 9-Ball-Weltmeisterschaft 2003 in der Vorrunde aus. Im Juni 2005 gewann er durch einen 11:6-Sieg gegen Yang Ching-shun erstmals ein Turnier der Asian 9-Ball-Tour. Einen Monat später gelang ihm zum ersten Mal der Einzug in die Finalrunde der 9-Ball-WM, bei der er in der Runde der letzten 64 gegen Thorsten Hohmann ausschied. Bei den Südostasienspielen 2005 gewann er in der Disziplin Rotation im Finale gegen Antonio Gabica die Goldmedaille im Einzel und gemeinsam mit Leonardo Andam Gold im Doppel.
2006 erreichte Alcano auf der International Pool Tour den siebten Platz bei den North American Open sowie den 23. Platz bei den World Open. Bei den US Open 2006 wurde er Neunter.
Im November 2006 gelang ihm bei der in seinem Heimatland stattfindenden 9-Ball-Weltmeisterschaft nach Siegen gegen Efren Reyes, Titelverteidiger Wu Chia-ching und Li Hewen der Einzug ins Finale, in dem er den Deutschen Ralf Souquet mit 17:11 besiegte.
Im März 2007 erreichte Alcano bei der 8-Ball-WM das Finale und gewann dort mit 11:8 gegen seinen Landsmann Dennis Orcollo. Wenig später wurde er erstmals zum World Pool Masters eingeladen, bei dem er jedoch in der ersten Runde gegen Fabio Petroni ausschied. Im August 2007 unterlag er bei seiner zweiten Asian-Tour-Finalteilnahme dem Taiwaner Yang Ching-shun mit 10:12. Bei den US Open 2007 erreichte er das Finale, verlor dort jedoch gegen Shane van Boening. Wenige Tage nachdem er bei der 9-Ball-WM 2007 in der Runde der letzten 64 gegen den späteren Weltmeister Daryl Peach ausgeschieden war, gewann Alcano die World 9-Ball Challenge. Im Dezember 2007 gewann er bei den Südostasienspielen den 8-Ball-Einzelwettberb durch einen Finalsieg gegen den Singapurer Bernard Tey Choon Kiat.
Im April 2008 zog Alcano erneut ins Finale der 8-Ball-Weltmeisterschaft ein, unterlag nun aber Ralf Souquet mit 9:13. Auch bei den US Open erreichte er erneut das Finale, das er jedoch gegen den Finnen Mika Immonen verlor. Im November 2008 verlor er das Finale der Japan Open gegen Immonen. Bei der Quezon City Invasion im Dezember 2008 musste er sich im Finale Rodney Morris geschlagen geben.
Im September 2009 gewann Alcano das World Classic Open 8-Ball Event. Im November 2009 nahm er erstmals an der 10-Ball-WM teil, bei der er in der Runde der letzten 64 gegen Imran Majid ausschied. Bei den Südostasienspielen 2009 gewann er im Finale gegen Gandy Valle die Goldmedaille im 8-Ball-Einzel.
Im April 2010 erreichte Alcano das Achtelfinale der 8-Ball-WM. Nachdem er beim World Pool Masters 2010 in der Vorrunde ausgeschieden war, schaffte er es bei der 9-Ball-WM 2010 ins Viertelfinale, in dem er gegen den späteren Finalisten Kuo Po-Cheng verlor. Im Oktober 2010 gewann er das Pattaya 9-Ball Invitational, im November die Star Billiards 10-Ball Championship. Wenige Tage später wurde er Neunter bei den Japan Open 2010.
Im Januar 2011 wurde Alcano beim Derby City Classic Zweiter im Bank-Pool-Wettbewerb und Neunter im 9-Ball. Nachdem er bei der 8-Ball-WM im Achtelfinale gegen Darren Appleton ausgeschieden war, wurde er bei den Beijing Open Fünfter. Im Mai 2011 erreichte er bei der 10-Ball-WM die Runde der letzten 32. Einen Monat später wurde er bei den China Open Dritter. Bei der 9-Ball-Weltmeisterschaft 2011 zog er nach Siegen gegen Chang Yu-Lung, Tōru Kuribayashi und Dennis Orcollo ins Finale ein, in dem er dem Japaner Yukio Akakariyama mit 11:13 unterlag.
Bei der 9-Ball-WM 2012 schied Alcano in der Runde der letzten 64 gegen Jundel Mazon aus. Im Oktober 2012 gewann er das Chuck Markulis Memorial sowie das Championship Cloth Pro Classic, bevor er bei den US Open den fünften Platz belegte.
Beim Derby City Classic 2013 wurde Alcano Dritter in der Bigfoot 10-Ball Challenge und Achter im 9-Ball-Wettbewerb. Bei der US Bar Box Championship 2013 belegte er im 10-Ball den vierten Platz. Im September 2014 wurde er Neunter beim Manny Pacquiao Cup.
Bei der 10-Ball-WM 2015 erreichte Alcano die Runde der letzten 64. Im November 2015 gelang ihm nach 2008 zum zweiten Mal der Einzug ins Finale der Japan Open, in dem er seinem Landsmann Johann Chua jedoch mit 7:11 unterlag.

### Mannschaft
Alcano nahm bislang dreimal am World Cup of Pool teil und bildete dabei jeweils mit Dennis Orcollo ein Team. Nachdem sie 2009 das Halbfinale erreicht hatten, gelang ihnen 2010 der Einzug ins Finale, in dem sie den Chinesen Li Hewen und Fu Jianbo mit 5:10 unterlagen. 2011 schieden sie im Viertelfinale aus.
Mit der philippinischen Nationalmannschaft wurde er 2010 Vizeweltmeister.

## Erfolge
| SEA Games – Rotation-Einzel:         | 2005       |
| SEA Games – Rotation-Doppel:         | 2005       |
| 9-Ball-Weltmeister:                  | 2006       |
| 8-Ball-Weltmeister:                  | 2007       |
| World 9-Ball Challenge:              | 2007       |
| SEA Games – 8-Ball-Einzel:           | 2007, 2009 |
| World Classic Open 8-Ball Event:     | 2009       |
| Pattaya 9-Ball Invitational:         | 2010       |
| Star Billiards 10-Ball Championship: | 2010       |
| Chuck Markulis Memorial:             | 2012       |
| Championship Cloth Pro Classic:      | 2012       |